# Danis moutoni
Danis moutoni är en fjärilsart som beskrevs av Ribbe 1899. Danis moutoni ingår i släktet Danis och familjen juvelvingar. Inga underarter finns listade i Catalogue of Life.